# Münsterlingen
Münsterlingen (toponimo tedesco) è un comune svizzero di 3 328 abitanti del Canton Turgovia, nel distretto di Kreuzlingen.

## Geografia fisica
Münsterlingen si affaccia sul lago di Costanza.

## Storia
Il comune di Münsterlingen è stato istituito nel 1994 con l'aggregazione di comuni soppressi di Landschlacht e Scherzingen.

## Monumenti e luoghi d'interesse

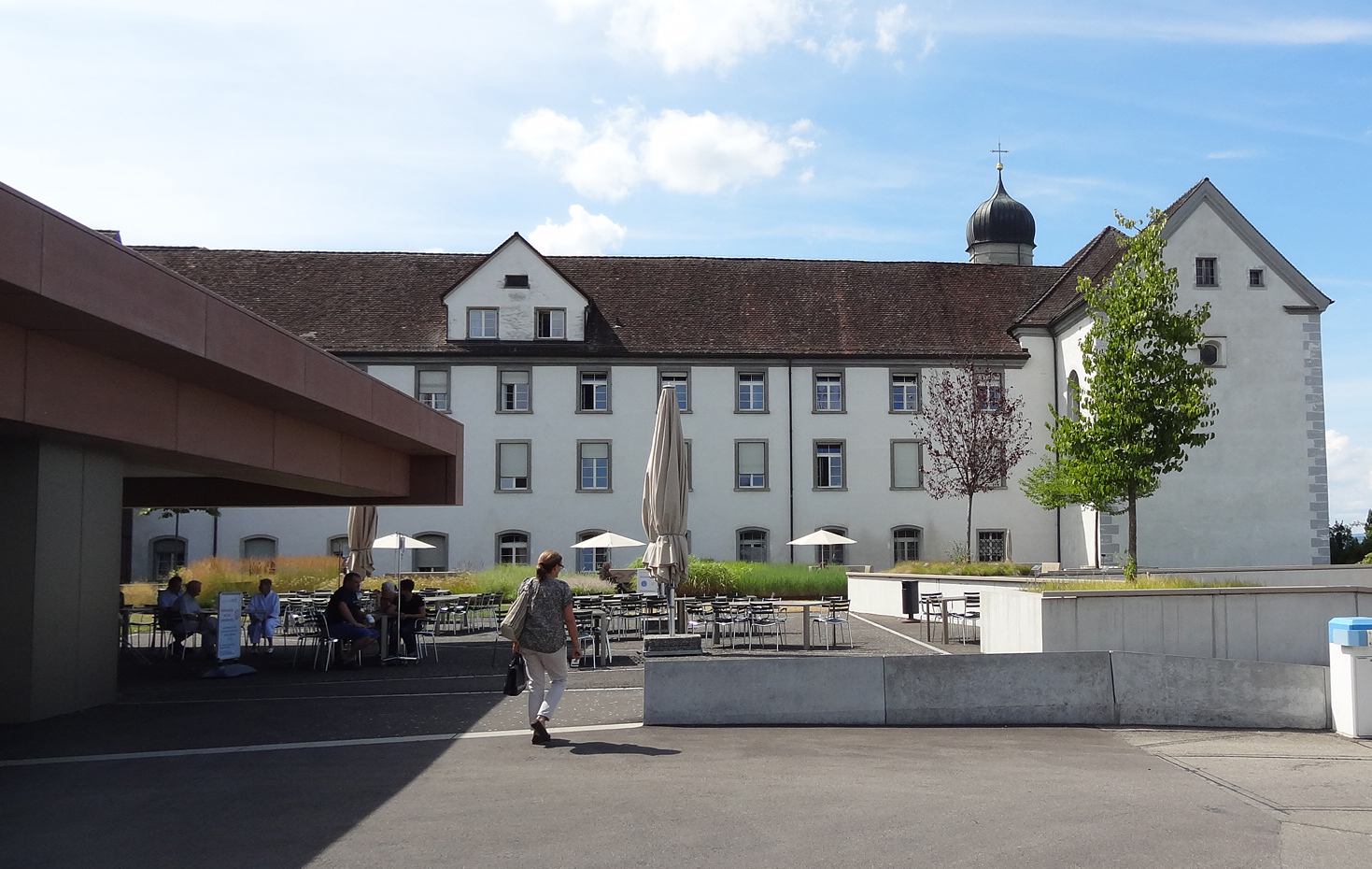
L'abbazia di Münsterlingen

- Abbazia di Münsterlingen, fondata nel X secolo[1].

## Società

### Evoluzione demografica
L'evoluzione demografica è riportata nella seguente tabella:
Abitanti censiti

## Infrastrutture e trasporti
Münsterlingen è servito dalle stazioni di Münsterlingen-Scherzingen, Münsterlingen Spital e di Landschlacht sulla ferrovia Sciaffusa-Rorschach.